# 5271 Kaylamaya
Az 5271 Kaylamaya (ideiglenes jelöléssel 1979 MH7) a Naprendszer kisbolygóövében található aszteroida. Eleanor F. Helin és Schelte J. Bus fedezte fel 1979. június 25-én.
A bolygót Jason Soderblom bolygótudós lányáról Kayla Maya Soderblom-ról nevezték el.

## Kapcsolódó szócikk
- Kisbolygók listája (5001–5500)